# Mamma (piosenka)
Mamma (pol. mamo!) – włoska piosenka napisana w 1940 przez Cesare Bixio i Bixia Cherubiniego, wykonywana przez różnych artystów.
Muzykę do słów Bixia Cherubiniego skomponował w 1940 Cesare Andrea Bixio. Pierwszym wykonawcą był włoski tenor Beniamino Gigli. Piosenka stanowi część ścieżki dźwiękowej włoskiego filmu o tym samym tytule z 1941 w reżyserii Guida Brignone. W filmie piosenkę śpiewa Beniamino Gigli, występując w roli głównej. Utwór zdobył światową sławę, będąc wykonywanym m.in. przez Nunzio Gallo, Luciano Pavarottiego, Connie Francis, Violettę Villas, Heintje.